# D-Block & S-te-Fan
D-Block & S-te-Fan sind ein niederländisches Hardstyle-DJ- und Musikproduzenten-Duo. Beide sind derzeit beim Plattenlabel Scantraxx Records unter Vertrag und führen dort ihr eigenes Sublabel namens Scantraxx Evolutionz. Von 2015 bis 2017 waren sie unter dem Pseudonym DBSTF auch im Bereich der Big-Room-Musik aktiv. Auch waren sie in den Anfangsjahren unter den Namen DS Conspiracy bekannt. Gemeinsam mit Bakkers Schwester Evelyn als Sängerin bilden sie den Live-Act Ghost Stories.

## Leben und Wirken

### Bis 2014: Rolle im Hardstyle
Nachdem sowohl Bakker als auch Den Daas bereits eine musikalische Kindheit genossen, trafen sie sich zum ersten Mal im Jahr 2004. Schnell stellten beide fest, dass sie gemeinsame musikalische Interessen besaßen. So beschlossen sie im Jahr 2005 gemeinsam als DJ-Team aufzutreten.
Bereits kurze Zeit nach ihrem musikalischen Karrierestart hatten beide ihre ersten Erfolge. So wurden Stücke von ihnen auch von Hardstyle-Größen aufgeführt. 2006 erfolgte mit Keep it Coming der musikalische Durchbruch. Das Duo tritt nun auch weltweit bei den großen Harddance-Events, wie der Defqon.1, Qlimax oder Q-Base, auf.
Mit den Alben Music Made Addictz, das im Herbst 2009 erschien und Rockin’ Ur Mind, das im Januar 2011 veröffentlicht wurde, erreichten sie erstmals die niederländischen Charts. Im Oktober 2011 wurden sie auf Platz 40 und 2012 auf Platz 64 der DJ Mag Top 100 gewählt.

### 2015–2017: DBSTF
Am 5. Januar 2015 veröffentlichten sie den Track Beautiful World, den sie gemeinsam mit dem niederländischen Big-Room-Duo Blasterjaxx produzierten und der zugleich die Debüt-Single ihres Side-Projects DBSTF darstellt. Der Big-Room-Song, der viele Elemente des Hardstyles aufweist, erschien auf dem Plattenlabel „Revealed Music“ von Hardwell und wird das Lied von der US-amerikanischen Singer-Songwriterin Ryder gesungen. Nachdem der Song gut beim Publikum ankam produzierte das Duo einen Hardstyle-Remix unter dem Namen ihres Hauptprojekts. Nachdem sie als D-Block & S-te-Fan die Hardstyle-Lieder Louder mit Rebourne und Higher als Doppelsingle mit Drop it Down veröffentlichten, erschien am 6. April 2015 ein weiteres Big-Room-Release mit dem Titel Do Your Thing über „Doorn Records“. Im August 2015 erschien die Progressive-House-Produktion Waiting For You mit dem niederländischen DJ-Duo Sick Individuals.
Anfang 2016 veröffentlichten sie das Lied Parnassias als zweite Kollaboration mit Blasterjaxx, die sie gänzlich von Beautiful World unterscheidet. Ein weiteres Follow-Up markiert das Lied Into the Light, das als zweite Single mit Sick Individuals über „Revealed Recordings“ veröffentlicht wurde. Im März 2016 erschien der Free-Track Bump. Am 23. Mai 2016 folgte die Single Afreaka, die über W&Ws „Mainstage Music“. Im Juli 2016 erschien in Zusammenarbeit mit Dash Berlin, Waka Flocka Flame, Jake Reese und DJ Whoo Kid der Future-Bass-Song Gold. Im August 2016 veröffentlichten sie das Lied Everything Changed unter beiden ihrer Pseudonyme. Zum einen erschien es als D-Block-&-S-te-Fan als Hardstyle-Song im so genannten „Dedicated Mix“, zum anderen als Big-Room-Song im „Devoted Mix“. Beide Versionen fungierten als Hymnen für das WiSH-Outdoor-Festival agierte. Parallel veröffentlichten sie gemeinsam mit Blasterjaxx eine dritte Single, die den Namen Hit Me trug und von Go Comet! gesungen wurde. Erstmals gespielt wurde das über „Maxximize Records“ erschienene Lied von Blasterjaxx während ihres Auftritts beim Ultra Music Festival 2016. Zwei Wochen später veröffentlichten sie über „Mainstage“ eine Kollaboration mit Maurice West, die den Titel Temple trug.
Am 16. Januar 2017 veröffentlichte das Duo seine vorerst letzte Single ihres Big-Room-Side-Projekts. Sie hieß Noise und entstand in Zusammenarbeit mit Dannic. Diese rückte unter anderem bis an die Spitze der Beatport-Genre-Charts.
In einem Interview mit dem Veranstalter Q-Dance erzählten sie, dass das Alias dem Experimentieren mit Sounds außerhalb des Hardstyles diente. Während der Jahre hätten sie zeitgleich Inspiration für ihre Hardstyle-Produktionen erhalten und ihre Leidenschaft für jene Szene neu beleben können.

### Seit 2017: Rückkehr zum Hardstyle mitAntidote
Am 26. Juni 2017 veröffentlichten sie erstmals seit längerer Zeit wieder eine Single mit ihrem ursprünglichen Hardstyle-Projekt. Diese trug den Titel Angels & Demons und bildete ihr erstes eigenständiges Release auf „Scantraxx“ seit 2015. Als Sängerin wirkt Bakkers Schwester Evelyn mit. Es folgten die Lieder Antidote und By Myself (über „Mainstage Music“) als erste Single-Auskopplungen ihres kommenden Studioalbums. Am 12. Dezember 2017 erschien dieses als drittes Studioalbum unter dem Titel Antidote, dessen Fokus ausschließlich auf Hardstyle-Produktionen liegt. Die Songs wurden allesamt in den vorhergegangenen Wochen als Promo-Singles veröffentlicht.
Im Februar 2018 koppelte Dash Berlin den Song Save Myself, an dem das Duo seinerzeit noch als DBSTF beteiligt war, in einer neuen Version aus seinem 2017 erschienenen Studioalbum We Are, Pt. 2 aus. Die ursprüngliche gemeinsame Version wurde als Club Mix veröffentlicht. Am 23. März 2018 erschien das Lied Twilight Zone, dessen Gesang Evelyn übernahm. Im Mai 2018 folgte der Song The Ultimate Celebration zusammen mit Frequencerz als Hymne für die 14. Ausgabe des Intents Festivals. Im Juni 2018 veröffentlichten sie die Single We Don’t Stop (Lights Out) in Zusammenarbeit mit dem MC Villain und Evelyn. Im August 2018 erschien das Lied Ghost Stories, das als Teil der Endshow des Defqon.1-Festivals kreiert wurde. Am 23. November 2018 folgte die Single Gave U My Love.

### 2019: Ghost Stories
Am 14. Februar 2019 erschien der Song Forthenite. Im selben Monat traten sie beim Reverze Festival 2019 gemeinsam mit Evelyn unter dem Namen Ghost Stories auf. Im März 2019 folgte die Single Darkest Hour (The Clock), die sie gemeinsam mit Sub Zero Project produzierten und von Evelyn gesungen wurde. Parallel erschien die Single Wolves Cry, die in Zusammenarbeit mit Wildstylez entstand. Ende April 2019 veröffentlichten sie gemeinsam mit DJ Isaac den Song World Renowed. Im Mai 2019 kündigte das Duo gemeinsam mit Evelyn die Debüt-Single des im Februar erstmals aufgetretenen Projekts Ghost Stories an. Die Single sollte den Titel Open Your Mind tragen und erschien am 24. Juni 2019. Eine Woche zuvor traten D-Block & S-te-Fan einmalig erneut unter dem Namen DBSTF in Erscheinung. Dies erfolgte für die Veröffentlichung einer Nachfolgesingle zu ihrem erfolgreichsten DBSTF-Release Beautiful World, das in Zusammenarbeit mit Blasterjaxx entstand. Gemeinsam veröffentlichten sie Wonderful Together am 14. Juni 2019 mit Vocals der Sängerin Envy Monroe. Am 2. September 2019 erschien mit Brace Yourself die offizielle Hymne des Impaqt Festivals 2019. In den Folgewochen veröffentlichten sie ihrer Songs Supernova, Rebel und Sound of Thunder in neu abgemischt von Devin Wild, Sound Rush und D-Sturb zum 10-jährigen Jubiläum. Im Oktober 2019 folgte die zweite Ghost-Stories-Single Fallen Souls.

### 2021: Enter Your Mind
Im Jahr 2021 veröffentlichten D-Block & S-te-fan das Album „Enter Your Mind“. Das Album beinhaltet 16 Titel, davon acht neue Solotracks. Bei den anderen acht Tracks handelt es sich um Remixe von Titeln des Duos, welche von befreundeten Künstlern produziert wurden. Im Zusammenhang mit der Veröffentlichung von „Enter Your Mind“ wurde auf dem YouTube-Kanal von D-Block & S-te-fan eine sechzehnteilige Serie über die Hintergründe und Entstehung des Albums hochgeladen.

## Podcast
Am 30. November 2018 starteten die zwei DJs einen eigenen Podcast, welcher denselben Namen wie ihr Debüt-Album Music Made Addictz trägt. Dieser wird in unregelmäßigen Abständen auf ihrem YouTube-Kanal live übertragen und aufgezeichnet und dauert etwa 1 bis 2 Stunden. Thematisch geht es hauptsächlich rund um Musik, Anekdoten und Erlebnisse der DJs und das Hardstyle-Genre im Allgemeinen. Hierfür werden gelegentlich Gäste aus der Szene wie Da Tweekaz oder MC Villain eingeladen.

## Mitglieder
- D-Block: (21. Juni 1988 als Diederik Bakker)
- S-te-Fan: (3. Juli 1983 als Stefan den Daas). Er war schon als Kind sehr musikalisch veranlagt. Bereits im Kindesalter spielte er zusammen mit seinem Vater im hauseigenen Studio.

## Diskografie

### Alben
- 2009: Music Made Addictz
- 2011: Rockin’ Ur Mind
- 2017: Antidote
- 2021: Enter Your Mind

### Kompilationen
- 2009: Music Made Addictz 001: Sound Of Thunder (feat. Mc Villain)
- 2009: Music Made Addictz 002: Music Is Why (feat. DJ Isaac)
- 2009: Music Made Addictz 003: Shiverz (feat. High Voltage)
- 2009: Music Made Addictz 004: The Human Soul (feat. Wildstylez)

### Singles
| - 2005: Rock Diz Joint/Freak on it! (vs. Tha Bazzpimpz) - 2005: Fresh New Beat - 2006: Dampende Track / Heavenwater (als DS Conspiracy) - 2006: Keep it Coming / Our Way (feat. MC Villain) - 2006: U Will Be Dancing - 2007: Guilty / We Be Kickin’ Bass - 2008: Evolutionz / Part of the Hard (feat. MC Villain) - 2008: Ride Wit Uz / Stronger - 2008: Kingdom / Total Eclipz - 2009: Creation of Life (Reverze 2009 Anthem) (feat. Coone) - 2009: Rock Diz / In Other Wordz (vs. Deepack) - 2009: Crank (vs. Coone) - 2009: Music Made Addict / Shallow Planet - 2009: The Nature Of Our Mind (Qlimax Anthem 2009) - 2009: Let It Go (feat. Josh & Wesz) - 2009: Supernova - 2009: Dreamers Of Dreamz - 2009: Teqnology - 2009: Let’z Dance - 2009: Ultimate High - 2009: Ride Wit Uz - 2009: The Essence Of Sound - 2010: Together / Alone - 2010: A Decade of Dedication (Anthem of "10 Years of Q-dance – De Q-dance Feestfabriek") (mit MC DV8 & Villain) - 2010: Revelation / Anger - 2011: Kingdom (auch Remix-EP veröffentlicht) - 2011: Music Made Addict (auch Remix-EP veröffentlicht) - 2011: Evolutionz (auch Remix-EP veröffentlicht) - 2011: Part of the Hard (feat. MC Villain; auch Remix-EP veröffentlicht) - 2011: Loopmachine - 2011: Speed Of Sound (vs. Isaac) - 2011: Rockin Ur Mind - 2011: Madhouse (feat. Zatox) - 2011: The Magical Mystery (feat. MC Villain) - 2011: Underground Tacticz - 2011: In The Air - 2011: Show Me The Way - 2011: We Do Our Thing / The Dream Goes On (vs. Deepack) - 2012: Take Me There / Our Music - 2012: Rebel - 2013: Twisted Mind Fantasy - 2013: X Gonna Give It To Ya (feat. MC Villain) - 2013: Save Our Dreams (The Pitcher & DV8 Rocks!) - 2013: Beat as One (feat. F8trix) - 2014: Alive (feat. Isaac) - 2014: Worlds Collide (feat. Chris Madin) - 2014: Rocking With The Best (mit Deepack) - 2014: Beautiful World (als DBSTF mit Blasterjaxx feat. Ryder) - 2015: Louder (mit Rebourne) - 2015: Do Your Thing (als DBSTF) - 2015: Waiting For You (als DBSTF mit Sick Individuals) - 2015: Higher / Drop it Down - 2016: Parnassia (als DBSTF mit Blasterjaxx) - 2016: Into The Light (als DBSTF mit Sick Individuals) - 2016: Bump (als DBSTF) - 2016: Afreaka (als DBSTF) - 2016: Gold (als DBSTF mit Dash Berlin feat. Jake Reese, Waka Flocka & DJ Whoo Kid) - 2016: Hit Me (als DBSTF mit Blasterjaxx feat. Go Comet!) - 2016: Everything Changed (als DBSTF) - 2016: Temple (als DBSTF mit Maurice West) - 2017: Noise (als DBSTF mit Dannic) | - 2017: Angels & Demons (NL: Gold) - 2017: Antidote - 2017: By Myself - 2017: Fired Up - 2017: Promised Land - 2017: Eye Of The Storm (Defqon.1 Australia Anthem 2017) - 2018: Twilight Zone - 2018: The Ultimate Celebration (Official Intents Festival 2018 Anthem) (mit Frequencerz) - 2018: We Don’t Stop (Lights Out) (mit Villain feat. Evelyn) - 2018: Ghost Stories - 2018: Gave U My Love - 2019: Forthenite - 2019: Darkest Hour (The Clock) (mit Sub Zero Project) - 2019: Wolves Cry (mit Wildstylez) - 2019: Open Your Mind (als Ghost Stories) - 2019: Fallen Souls (als Ghost Stories) - 2019: Brace Yourself (IMPAQT 2019 Anthem) - 2019: World Renowned (mit DJ Isaac) - 2020: Feel It! (mit D-Sturb) - 2020: Lake of Fire (als Ghost Stories) - 2020: Primal Energy (Defqon.1 2020 Anthem) - 2020: Love On Fire - 2020: The Enemy (You Cannot See) (als Ghost Stories) - 2020: Harder State Of Mind (mit DJ Isaac) - 2020: Feel Inside - 2020: Trouble (mit Villain) - 2021: Good Times - 2021: Inside My Head (als Ghost Stories) - 2021: Believe - 2021: Diamond Hearts - 2021: Enter Your Mind - 2021: Gates Of Paradise - 2021: Harder Generation - 2021: Fearless - 2021: Losing Control - 2021: The Future - 2022: Infinity (mit Sefa) - 2022: World Of Dreams (mit Frontliner) - 2022: Primal Energy (Haunted Grounds) (als Ghost Stories) - 2022: Slave To The Rave (mit DJ Isaac) - 2022: Deep In My Soul - 2022: Fight For You - 2022: Squid Game & Do It To It (D-Block & S-te-Fan edit) - 2023: Deep In My Soul (Dark Mix) - 2023: Keepers Of Our Legacy (mit Headhunterz) - 2023: Devil‘s Night (als Ghost Stories) - 2023: Someone To Believe In - 2023: Spirit of the Wolf – Knockout Outdoor 2023 Anthem - 2023: Come Alive (mit D-Sturb) - 2023: Love The Way (mit Rooler und Sickmode) - 2024: Kamikaze (feat. Diandra Faye) - 2024: Fire - 2024: Nothing But Rave (mit The Prophet) - 2024: Live For The Hard (mit Aversion) - 2024: Symphony Of Life (mit Sefa) - 2024: Embrace The Dark (als Ghost Stories) - 2024: U Are The High (mit Coone feat. Diandra Faye) - 2024: Behind Enemy Lines (mit Ran-D) - 2025: No Angel - 2025: Bla Bla |

### Remixe
- 2006: Luna & Thilo – Existence
- 2008: Coone – Words from the Gang
- 2008: Beholder & Balistic – Decibel 2002 (D-Block & S-te-Fan’s 2008 Remix)
- 2008: The Viper & G-Town Madness – Here it Comes
- 2010: Headhunterz vs. Wildstylez – Blame It On The Music
- 2010: The Pitcher – Start Rocking
- 2011: Critical Mass – Burnin Love
- 2012: Di-rect – Young Ones
- 2014: Dash Berlin & Jay Cosmic feat. Collin McLoughlin – Here Tonight
- 2015: Blasterjaxx & DBSTF – Beautiful World (D-Block & S-te-Fan Hardstyle Remix)
- 2015: Dannic & Sick Individuals – Feel Your Love (DBSTF Remix)
- 2020: Walt – Let The Music Play
- 2023: Headhunterz feat. Malukah – Reignite
- 2024: Madix feat. Leila K – Open Sesame (Abracadabra)